# ソフトマックス (ゲームソフト)
ソフトマックス（SOFTMAX）は、韓国のゲームソフト開発会社。日本ファルコムやネクソンジャパン、バンダイナムコゲームスなどとライセンス契約も取り交わしている。

## 主な作品
- 創世記戦（1996年）
- 創世記戦II（1997年）
- 創世記戦外伝1〜西風の狂詩曲（1998年）
- 創世記戦外伝2〜TEMPEST（1998年）
- 西風の狂詩曲（1998年）
- 創世記戦III（1999年）
- 創世記戦III PART.2（2000年）
- テイルズウィーバー（2002年）
- ドリームチェイサー（2002年）
- マグナカルタ（2004年）
- SDガンダム カプセルファイターオンライン（2007年）

## 過去に在籍した主なスタッフ
- ESTi - サウンド担当